# Pierre de Donadieu
Pour les articles homonymes, voir Donadieu.
 (février 2011).
Si vous disposez d'ouvrages ou d'articles de référence ou si vous connaissez des sites web de qualité traitant du thème abordé ici, merci de compléter l'article en donnant les références utiles à sa vérifiabilité et en les liant à la section « Notes et références ».
Pierre de Donadieu, sieur de Picheri (ou de Puchairie, Puicharic) (Puysséguier : vers 1560 - Pouygues-les-Eaux : le 25 mars 1605) est un noble militaire français, sénéchal d'Anjou et gouverneur du château d'Angers pendant les Guerres de religion, comte engagiste de Beaufort en 1589.

## Biographie
D'une noble famille de Gascogne, fils de Jean de Donadieu et de Madeleine de Hautpoul (tous les deux Narbonnais), il est le frère aîné de François de Donadieu, abbé commendataire de Bellebranche et évêque d'Auxerre puis de Comminges ; et de François dit « Jean », abbé de Saint-Hilaire (actuelle Aude) puis évêque de Saint-Papoul.
Il devient l'un des 45 gardes personnels du roi Henri III.
Le 24 octobre 1585[réf. nécessaire], il est nommé par Henri III capitaine du château d'Angers. Les ambitions de la Ligue catholique et son ampleur font ombrage au roi qui prend en haine ce mouvement. Henri III tente par tous les moyens de freiner son expansion. Très vite, un fossé se creuse entre lui et les milieux catholiques urbains. Les catholiques lui reprochent son manque de vitalité et d'utilité dans la guerre contre les protestants. Henri III, en effet, est plus préoccupé des ambitions de la Ligue que des protestants. Il nomme des hommes non liés aux mouvements extrémistes. (La même année, Henri III nomme Antoine de Silly, comte de La Rochepot, gouverneur de l'Anjou).[réf. nécessaire]
Pierre combat les ligueurs avec énergie. Il résiste aux tentations du comte de Brissac qui a envahi la ville, et aux attaques du château par les habitants d'Angers. Ses garnisons délogent les fiefs tenus par les ligueurs. Le manoir de la Gachetière situé à Saint-Jean-des-Mauvrets est utilisé par les troupes de Puychari pour combattre les ligueurs.[réf. nécessaire] 

Face à la menace des extrémistes catholiques, Henri III ordonne à Puychari de démolir et raser le château d'Angers afin qu'il ne soit pas utilisé comme point d'appui contre lui. Donadieu de Picheri fait traîner les travaux de démolition, les tours sont décoiffées et le couronnement démonté. À la fin des luttes religieuses, Picheri transforme le château en le modernisant pour l'adapter aux nouvelles armes et aux canons et utilise les déblais de démolition pour transformer les courtines en terrasse d'artillerie.[réf. nécessaire]
En 1593, Il est nommé lieutenant du gouverneur d'Anjou le sieur de La Rochepot, et est élevé au rang de chevalier à l'Ordre de Saint-Michel, par le roi pour sa fidélité et son efficacité.[réf. nécessaire]
Le siège de l'évêché d'Auxerre étant vacant depuis la mort de Jacques Amyot en février 1593, en 1594 Henri IV y nomme François-Jean, le plus jeune frère de Pierre et abbé de Saint-Hilaire dans l'Aude ; mais François-Jean refuse car son frère aîné Pierre veut prélever sur ce bénéfice 4 000 livres de rentes avec l'agrément du roi - et aussi parce qu'il est informé des énormes réparations à effectuer notamment sur le château de Régennes et sur celui de Varzy, tous deux appartenant à l'évêché.
En 1598, Les loups envahissent la campagne angevine et prolifèrent jusque dans les faubourgs d'Angers. À la suite de la délibération du conseil de la ville du 13 novembre 1598, les échevins supplient Picheri, gouverneur du château d'Angers de remédier à ce danger. Il convoque la Noblesse angevine pour faire la chasse aux loups.
Après avoir logé au château, Picheri s'établit dans un hôtel d'Angers, dénommé ensuite hôtel de Picheri qui deviendra plus tard le palais des Marchands.
Blessé à maintes endroits du corps pendant ses campagnes militaires, il meurt le 25 mars 1605 à Pouygues-les-Eaux. Son corps est ramené à Angers et inhumé dans la chapelle du couvent des Jacobins qu'il a fait construire. Sa statue, attribuée au sculpteur Gervais Delabarre, est conservée par le musée des beaux-arts d'Angers (peut-être en dépôt au château d'Angers ?).